# 등 (명사)
등(等) 또는 기타(其他)는 명사로, 기본적으로 같다는 뜻을 말할 때 사용하는 말이다. 부차적으로 하위개념을 뜻하기도 한다. 하위개념으로 등(等)을 쓰기 위해서는 최소 2개 이상의 비교대상이 있어야 한다.
예시)우리나 흔하게 듣는 새는 기러기, 참새, 비둘기 등이 있다.
다만 비교대상이 하나 밖에 없을 경우에 등(等)이 쓰일 때에는 기본적으로 같다는 뜻으로 해석된다.
위의 예시에서 역세권 등이라는 표현에서 등 앞에 역세권 붙은 비교대상이 역세권 밖에 없기 때문에 역세권에 좋은 입지의 주거지를 건설한다는 것으로 해석하는 것이 옳다.
많은 유럽의 나라들과 영어권의 나라들에서 하위개념을 표현할 때 라틴어의 Et cetera를 사용하며 약자인 etc.가 사용되는 경우가 많다.